# Extinktion (Astronomie)
Als Extinktion (von lateinisch extinctio „Auslöschung“) bezeichnet man in der Astronomie die Schwächung des Lichts von Himmelskörpern beim Durchgang durch die Erdatmosphäre oder interstellare Materie.
Unter dem Begriff Extinktion wird die Schwächung durch Absorption im durchquerten Medium sowie durch Streuung zusammengefasst, vgl. Extinktion (Optik). Diese Schwächung ist von der Wellenlänge abhängig, also mit einer Verfärbung verbunden. Sie hängt außerdem vom Volumen der durchstrahlten Atmosphäre sowie von deren spezifischen Gehalten an Wasserdampf, Kohlenstoffdioxid, Ozon, Wolken und Aerosol ab.

## Extinktion in der Erdatmosphäre
Die Extinktion in der Erdatmosphäre hängt vom Standort, der Wellenlänge und der Zenitdistanz ab. Steht ein Stern oder ein anderer Himmelskörper nahe dem Horizont, so ist der Weg durch die Atmosphäre länger und die Lichtschwächung größer. Die atmosphärische Extinktion nimmt also mit der Zenitdistanz zu. Im Zenit macht sie auf Meereshöhe etwa 0,28 mag (23 %) aus und wird im Wesentlichen je zur Hälfte aus der Rayleigh-Streuung an den Luftmolekülen und der Streuung an Aerosolpartikeln verursacht. Da blaues Licht in der Atmosphäre stärker gestreut wird als rotes Licht, erscheinen Gestirne in Horizontnähe rötlich und der Himmel bläulich.

## Interstellare Extinktion

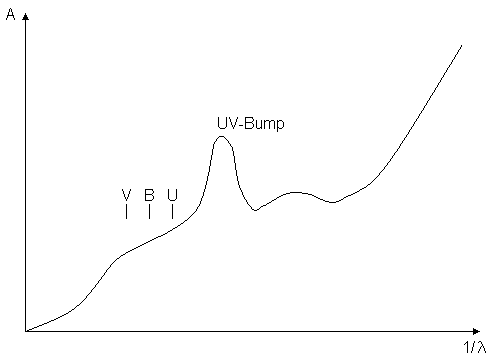
Interstellare Extinktionskurve (Skizze) mit zunehmender Frequenz auf der x-Achse. Der Extinktionsparameter ist durch den Entfernungsmodul gegeben.

Die Extinktion im interstellaren Medium entsteht hauptsächlich durch interstellaren Staub. Für verschiedene Sichtlinien in unserer Milchstraße sind die Extinktionswerte durch die unregelmäßige Struktur des interstellaren Mediums sehr verschieden.
Der Extinktionsparameter {\displaystyle A_{\lambda }} ist definiert durch den Entfernungsmodul {\displaystyle m-M}:
{\displaystyle A_{\lambda }=(m_{\lambda }-M_{\lambda })-5\,(\log \,d-1)}
Dabei bezeichnen:
- {\displaystyle m_{\lambda }} die scheinbare Helligkeit bei der Wellenlänge {\displaystyle \lambda }
- {\displaystyle M_{\lambda }} die absolute Helligkeit bei der Wellenlänge {\displaystyle \lambda }
- {\displaystyle d} die Entfernung der Quelle in Parsec.

Die Extinktion in Abhängigkeit von der Wellenlänge wird als Extinktionskurve dargestellt (siehe Abbildung). Im optischen Bereich (vgl. UBV-System) variiert die Extinktion nur wenig, ist jedoch nicht konstant: der blaue Anteil wird stärker absorbiert/gestreut als der rote. Dies führt dazu, dass anfänglich weißes Licht durch die interstellare Extinktion nicht nur abgeschwächt, sondern auch rötlich verfärbt wird. Im Bereich der Infrarot- und Radiowellen (linker Teil des Diagramms) ist die interstellare Extinktion sehr klein, d. h., in diesen Spektralbereichen kann man (z. B. das galaktische Zentrum) nahezu ungestört beobachten. Im hochenergetischen Spektrum wächst die Extinktion dagegen sehr stark an.
Eine genaue Erklärung des Verlaufs der Extinktionskurve ist zurzeit noch nicht möglich, da es noch kein konsistentes Modell für die Zusammensetzung des interstellaren Staubs gibt. Der UV-Bump bei 220 nm wird wahrscheinlich durch Graphitteilchen verursacht.